# Listă de scriitori tamili
Aceasta este o listă de scriitori tamili.
- aadhavan
- Ambai
- Asokamithran
- Balakumaran
- Dilipkumar
- Indumathi
- Jeyakanthan
- Johnson Gnanabaranam
- K. Rajanarayanan
- Kizhambur Sankarasubramaniyan
- Lakshmi (Autor)
- Manikkavasagar
- Malan
- Maniyan
- Meena Kandasamy
- A. Muttulingam
- Nayanmar
- Pa.Raghavan
- Rajeshkumar
- Ramanichandran
- Sivasankari
- Subrabharathimanian
- Subramanyaraju
- Sujatha
- Sundara Ramasami
- Thi.Janakiraman
- Thiruppur Krishnan
- Vaduvoor Duraisami Iyangar
- Vannadasan
- Vannanilavan
- Vasanthi
- Vembu Vikiraman